# 周昊
周昊（1536年—1590年），字曰明，號鳳岡，浙江金華府蘭谿縣人，民籍，明朝政治人物。

## 生平
隆庆四年（1570年）庚午科浙江鄉試第二十五名，萬曆十一年（1583年）癸未科會試第一百四十三名，登三甲第七十七名進士。大理寺觀政，本年授直隶当涂县知县，丁憂，十六年復除江西浮梁县，十八年卒于官，年五十五。

## 家族
曾祖周文和；祖父周法鑾；父周策。母黃氏。